# Autobahnknoten Žiar nad Hronom
Der Autobahnknoten Žiar nad Hronom (slowakisch diaľničná križovatka Žiar nad Hronom) ist ein Autobahndreieck nahe der mittelslowakischen Stadt Žiar nad Hronom und verknüpft die Schnellstraße R1 mit dem westlichen Teilstück der R2, die hier zusammen mit der R3 geführt wird. Es befindet bei einer Flussschleife des Hron am dessen rechten Ufer, zwischen Lovča westlich und Žiar nad Hronom östlich des Dreiecks.
Auf der R1 trägt der Knoten die Nummer 123. Während der Planungs- und Bauzeit hieß der Knoten Lovča.

## Bauart
Der Knoten ist von der Bauform her als linksgeführte Trompete ausgeführt. Die R1 ist die durchgehende Straße mit 2 × 2 Fahrstreifen und schmalen Standstreifen, die R2 hat kurz 2 × 2 Fahrstreifen mit schmalen Standstreifen und danach 2 × 1 Fahrstreifen. Alle Rampen sind einstreifig.

## Betreuung
Der Knoten wird vollständig durch die staatliche Autobahngesellschaft Národná diaľničná spoločnosť, a. s. (kurz NDS) betreut, zuständig ist die Autobahnmeisterei Nová Baňa.

## Geschichte
Die R1 durch den späteren Knoten entstand ab November 2008 als Teil des Bauabschnitts Žarnovica–Šášovské Podhradie, zweite Etappe und wurde am 20. Januar 2011 dem Verkehr freigegeben. Dabei entstanden Bauvorleistungen in der Form von Anschlussstutzen von der R1 heraus.
Der Hauptteil des Dreiecks wurde zusammen mit dem Bauabschnitt Lovčica–Lovča der R2 ab Oktober 2012 und zusammen mit diesem am 15. Dezember 2014 eröffnet.
Die R2 in diesem Gebiet wurde bisher nicht über Lovčica hinaus verlängert, somit dient die gebaute Strecke mit dem Dreieck vor allem als Ortsumgehung von Žiar nad Hronom.